# Koprofilie

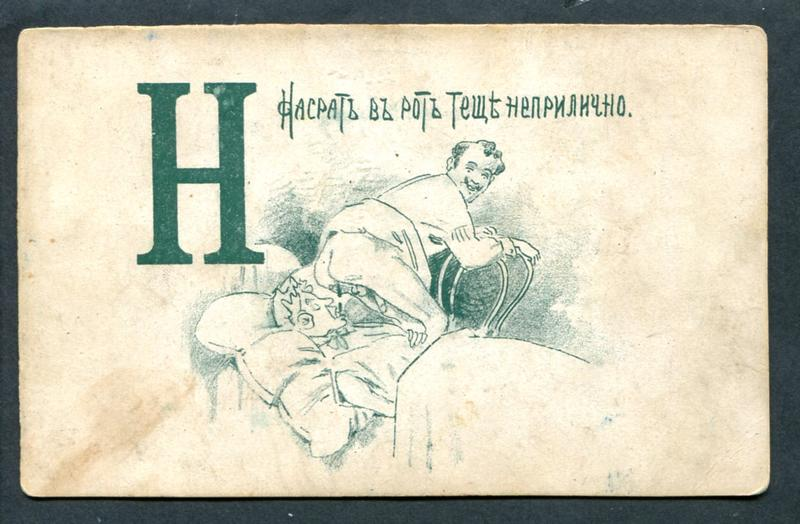
Ruská pohlednice z konce 19. století vyobrazující muže defekujícího do úst druhého, spícího muže

Koprofilie je sexuální úchylka, která se projevuje zálibou ve výkalech, nejčastěji lidských. Koprofilie se může projevovat sexuálně motivovaným čicháním pachu výkalů, sledováním defekace, sbíráním použitých toaletních papírů (použitý papír je chápán jako milostný dopis), defekací při pohlavním styku či sbíráním a sušením vlastních či cizích výkalů. Člověk trpící koprofilii se nazývá koprofilik.
Jednou z forem koprofilie je pojídání výkalů, které se zve koprofágie. Ze zdravotního hlediska je tato činnost, stejně jako mnohé jiné koprofilní praktiky, značně rizikovou a může být zdrojem šíření různých infekcí, kupříkladu žloutenky.
Koprofilie patří v drtivé většině kultur k tabuizovaným jednáním. Mezi vyznavači této praktiky pro ni existují různá pojmenování, kupříkladu kaviár, scat, hnědý déšť či hnědá sprcha. V různých, zejména homosexuálních, skupinách jedinci praktikující koprofilní praktiky používají jako poznávací znamení nošení šátku hnědé barvy.

## Koprofilie v umění
Koprofilie je taktéž námětem některých uměleckých děl. Jen pro ilustraci lze uvést knihu 120 dnů Sodomy od markýze de Sade či jí inspirovaný film Salò aneb 120 dnů Sodomy od Piera Paola Pasoliniho. Často se objevují spekulace, že význam koprofilie je přeceňován a i sledování pornofilmů s touto tematikou často není projevem úchylky, ale touhou spatřit něco vymykajícího se běžnému lidskému jednání. Přesto se o ní pojednává hlavně v komentářích evropských autorů.